# Comparecimento eleitoral nas eleições presidenciais dos Estados Unidos

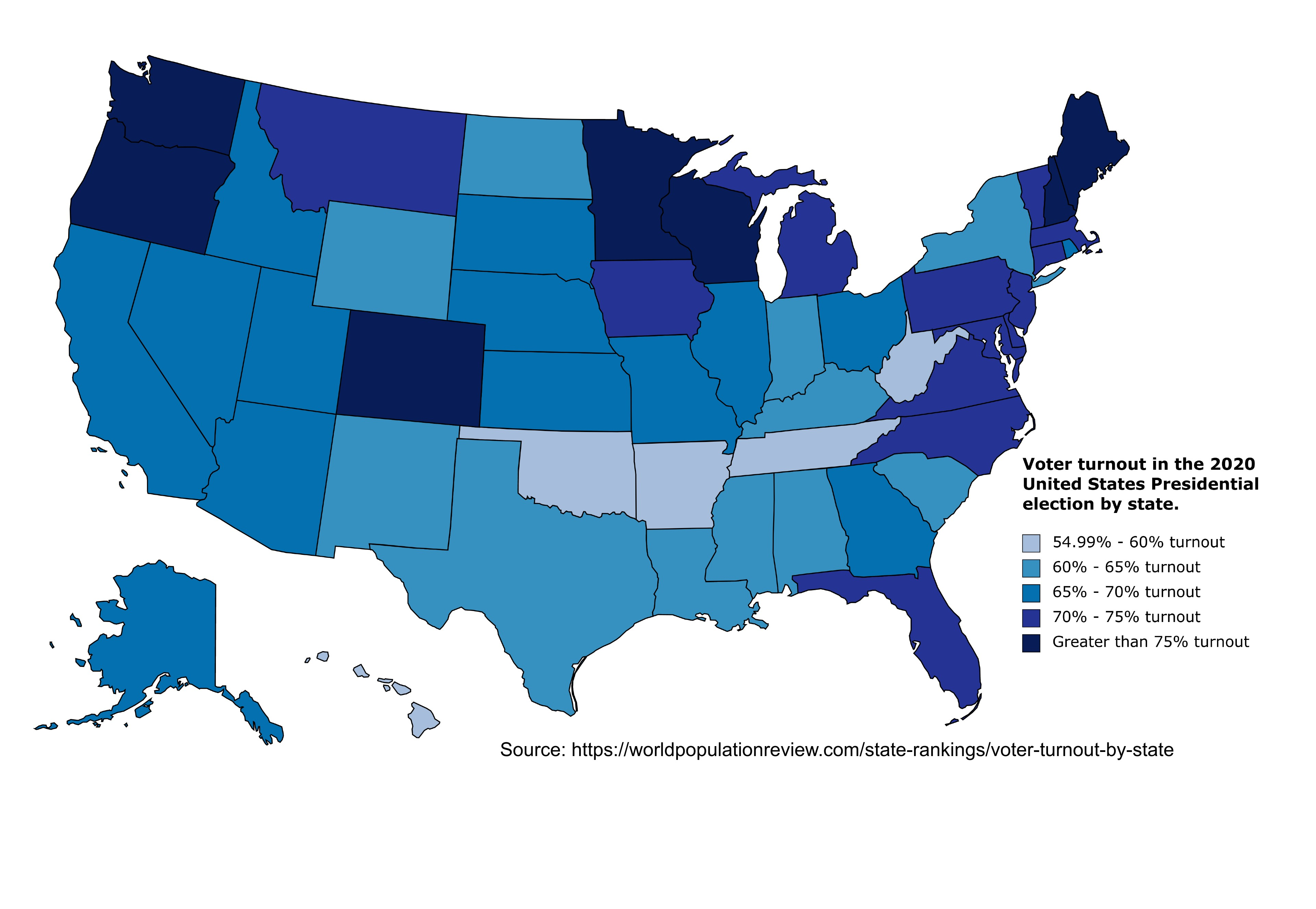
Um mapa da participação eleitoral durante as eleições presidenciais dos Estados Unidos de 2020 por estado (sem dados para Washington DC)

As tendências históricas na participação eleitoral nas eleições presidenciais dos Estados Unidos foram determinadas pela expansão gradual dos direitos de voto da restrição inicial aos proprietários brancos do sexo masculino com 21 anos ou mais nos primeiros anos da independência do país para todos os cidadãos com 18 anos ou mais em meados do século XX. A participação eleitoral nas eleições presidenciais dos Estados Unidos tem sido historicamente maior do que nas eleições de meio de mandato.
Aproximadamente 240 milhões de pessoas foram elegíveis para votar nas eleições presidenciais de 2020 e cerca de 66,1% delas enviaram cédulas, totalizando cerca de 158 milhões. Biden recebeu cerca de 81 milhões de votos, Trump cerca de 74 milhões de votos e outros candidatos, um total de aproximadamente 3 milhões de votos.

## História da participação eleitoral

### Início do século 19: sufrágio universal masculino branco
A expansão gradual do direito de voto de apenas homens possuidores de propriedades para incluir todos os homens brancos com mais de 21 anos foi um movimento importante no período de 1800 a 1830. O processo foi pacífico e amplamente apoiado, exceto em Rhode Island. Em Rhode Island, a Rebelião Dorr da década de 1840 demonstrou que a demanda por sufrágio igual era ampla e forte, embora a reforma subsequente incluísse uma exigência significativa de propriedade para qualquer residente nascido fora dos Estados Unidos. No entanto, os homens negros livres perderam o direito de voto em vários estados durante esse período.
O fato de que um homem agora tinha permissão legal para votar não significava necessariamente que ele votava rotineiramente. Ele teve que ser puxado às urnas, que se tornou o papel mais importante dos partidos locais. Esses partidos buscaram sistematicamente os eleitores em potencial e os trouxeram às urnas. A participação eleitoral disparou durante a década de 1830, atingindo cerca de 80% da população masculina adulta nas eleições presidenciais de 1840.

### Década de 1870: sufrágio masculino afro-americano
A aprovação da Décima Quinta Emenda da Constituição dos Estados Unidos em 1870 deu aos homens afro-americanos o direito de voto. A privação de direitos da maioria dos afro-americanos e de muitos brancos pobres do Sul durante os anos de 1890 a 1910 provavelmente contribuiu para o declínio nas porcentagens gerais de participação eleitoral durante aqueles anos, visível no gráfico abaixo.

### Início da década de 1920: sufrágio feminino
Não havia coleta sistemática de dados de participação eleitoral por gênero em nível nacional antes de 1964, mas estudos locais menores indicam uma baixa participação eleitoral feminina nos anos seguintes ao sufrágio feminino nos Estados Unidos. Por exemplo, um estudo de 1924 sobre a participação eleitoral em Chicago descobriu que "as mulheres de Chicago eram muito menos propensas a visitar as urnas no dia da eleição do que os homens tanto na eleição presidencial de 1920 (46% contra 75%) quanto na disputa para prefeito de 1923 (35% vs. 63%)."
O gráfico das porcentagens de participação eleitoral mostra um declínio dramático na participação eleitoral nas primeiras duas décadas do século XX, terminando em 1920, quando a Décima Nona Emenda da Constituição dos Estados Unidos concedeu às mulheres o direito de votar em todos os Estados Unidos. Mas nas décadas anteriores, vários estados aprovaram leis que apoiam o sufrágio feminino. As mulheres receberam o direito de votar no Wyoming em 1869, antes que o território se tornasse um estado de pleno direito na união.

## Estatísticas de participação
A tabela a seguir mostra os dados disponíveis sobre a participação da população em idade eleitoral (VAP) e da população elegível para votar (VEP) desde 1828. 
| Eleição | População em idade de votar(VAP) | População elegível (VEP) | Comparecimento | % Comparecimento do VAP | % Comparecimento do VEP |
| ------- | -------------------------------- | ------------------------ | -------------- | ----------------------- | ----------------------- |
| 1828    | Não informado                    | Não informado            | Não informado  | 57.6%                   | Não informado           |
| 1832    | Não informado                    | Não informado            | Não informado  | 55.4%                   | Não informado           |
| 1836    | Não informado                    | Não informado            | Não informado  | 57.8%                   | Não informado           |
| 1840    | Não informado                    | Não informado            | Não informado  | 80.2%                   | Não informado           |
| 1844    | Não informado                    | Não informado            | Não informado  | 78.9%                   | Não informado           |
| 1848    | Não informado                    | Não informado            | Não informado  | 72.7%                   | Não informado           |
| 1852    | Não informado                    | Não informado            | Não informado  | 69.6%                   | Não informado           |
| 1856    | Não informado                    | Não informado            | Não informado  | 78.9%                   | Não informado           |
| 1860    | Não informado                    | Não informado            | Não informado  | 81.2%                   | Não informado           |
| 1864    | Não informado                    | Não informado            | Não informado  | 73.8%                   | Não informado           |
| 1868    | Não informado                    | Não informado            | Não informado  | 78.1%                   | Não informado           |
| 1872    | Não informado                    | Não informado            | Não informado  | 71.3%                   | Não informado           |
| 1876    | Não informado                    | Não informado            | Não informado  | 81.8%                   | Não informado           |
| 1880    | Não informado                    | Não informado            | Não informado  | 79.4%                   | Não informado           |
| 1884    | Não informado                    | Não informado            | Não informado  | 77.5%                   | Não informado           |
| 1888    | Não informado                    | Não informado            | Não informado  | 79.3%                   | Não informado           |
| 1892    | Não informado                    | Não informado            | Não informado  | 74.7%                   | Não informado           |
| 1896    | Não informado                    | Não informado            | Não informado  | 79.3%                   | Não informado           |
| 1900    | Não informado                    | Não informado            | Não informado  | 73.2%                   | Não informado           |
| 1904    | Não informado                    | Não informado            | Não informado  | 65.2%                   | Não informado           |
| 1908    | Não informado                    | Não informado            | Não informado  | 65.4%                   | Não informado           |
| 1912    | Não informado                    | Não informado            | Não informado  | 58.8%                   | Não informado           |
| 1916    | Não informado                    | Não informado            | Não informado  | 61.6%                   | Não informado           |
| 1920    | Não informado                    | Não informado            | Não informado  | 49.2%                   | Não informado           |
| 1924    | Não informado                    | Não informado            | Não informado  | 48.9%                   | Não informado           |
| 1928    | Não informado                    | Não informado            | Não informado  | 56.9%                   | Não informado           |
| 1932    | 75,768,000                       | Não informado            | 39,817,000     | 52.6%                   | Não informado           |
| 1936    | 80,174,000                       | Não informado            | 45,647,000     | 56.9%                   | Não informado           |
| 1940    | 84,728,000                       | Não informado            | 49,815,000     | 58.8%                   | Não informado           |
| 1944    | 85,654,000                       | Não informado            | 48,026,000     | 56.1%                   | Não informado           |
| 1948    | 95,573,000                       | Não informado            | 48,834,000     | 51.1%                   | Não informado           |
| 1952    | 99,929,000                       | Não informado            | 61,552,000     | 61.6%                   | Não informado           |
| 1956    | 104,515,000                      | Não informado            | 62,027,000     | 59.3%                   | Não informado           |
| 1960    | 109,672,000                      | Não informado            | 68,836,000     | 62.8%                   | Não informado           |
| 1964    | 114,090,000                      | Não informado            | 70,098,000     | 61.4%                   | Não informado           |
| 1968    | 120,285,000                      | Não informado            | 73,027,000     | 60.7%                   | Não informado           |
| 1972    | 140,777,000                      | Não informado            | 77,625,000     | 55.1%                   | Não informado           |
| 1976    | 152,308,000                      | Não informado            | 81,603,000     | 53.6%                   | Não informado           |
| 1980    | 163,945,000                      | 159,635,102              | 86,497,000     | 52.8%                   | 54.2%                   |
| 1984    | 173,995,000                      | 167,701,904              | 92,655,000     | 53.3%                   | 55.2%                   |
| 1988    | 181,956,000                      | 173,579,281              | 91,587,000     | 50.3%                   | 52.8%                   |
| 1992    | 189,493,000                      | 179,655,523              | 104,600,000    | 55.2%                   | 58.2%                   |
| 1996    | 196,789,000                      | 186,347,044              | 96,390,000     | 49.0%                   | 51.7%                   |
| 2000    | 209,787,000                      | 194,331,436              | 105,594,000    | 50.3%                   | 54.3%                   |
| 2004    | 219,553,000                      | 203,483,455              | 122,349,000    | 55.7%                   | 60.1%                   |
| 2008    | 229,945,000                      | 213,313,508              | 131,407,000    | 57.1%                   | 62.5%                   |
| 2012    | 235,248,000                      | 222,474,111              | 129,235,000    | 53.8%                   | 58.0%                   |
| 2016    | 249,422,000                      | 230,931,921              | 136,669,276    | 54.8%                   | 59.2%                   |
| 2020    | 257,605,088                      | 239,247,182              | 159,690,457    | 62.0%                   | 66.9%                   |